# Billy Graham
William Franklin „Billy” Graham (Charlotte, Észak-Karolina, 1918. november 7. – Montreat, Észak-Karolina, 2018. február 21.) amerikai evangélista. Óriási házi és szabadtéri összejöveteleket tartott; prédikációit közvetítették a rádióban és a televízióban, néhányat pedig újraközvetítenek még napjainkban is. Korának legbefolyásosabb prédikátorának tartották.

## Élete
Graham személyesen ismert 11 elnököt, Trumantől kezdve egészen Donald Trump-ig. Közülük tíznek barátja és hétnek közeli bizalmasa volt. Különösen közeli kapcsolatban volt Dwight D. Eisenhowerrel, Lyndon Johnsonnal (akit Graham legközelebbi barátjának tartottak), Richard Nixonnal, Reagenékkel és a Bush családdal is.
1955-ben meghívta Martin Luther Kinget, hogy együtt hirdessenek az ébredésről New York városában, és letette érte az óvadékot, amikor az 1960-as években letartóztatták. Több helyre jutott el, mint kora bármelyik más prédikátora. 
Graham munkatársai szerint több mint 3,2 millió ember válaszolt a hívásra Billy Graham evangelizációin, hogy elfogadják Jézus Krisztust mint személyes megváltójukat. 2008-tól haláláig Graham hallgatósága 2,2 milliárdra becsülhető, beleértve a rádiós és televíziós közvetítéseket is.
Graham már többször is felkerült a Gallup listájára, amelyen a leginkább csodált férfiak és nők szerepelnek. 1955 óta 55 alkalommal volt a listán (ebből 49 alkalommal egymást követő évben), többször, mint bárki a világon.
1977 szeptemberében járt először Magyarországon. Haraszti Sándor és Almási Mihály közbenjárására hazatérése után egyeztetett Jimmy Carter akkori elnökkel, aki 3 nappal később aláírta a Szent Korona visszaadásáról szóló rendeletet. A korona 3 hónappal később, 1978. január 6-án érkezett vissza Magyarországra.
1983-ban Ronald Reagan elnök a civileknek adható legmagasabb kitüntetést, a Szabadság Érmet adományozta az evangélistának.
1992-ben Parkinson-kórt diagnosztizáltak nála. 100. születésnapját már nem érhette meg, 2018. február 21-én hunyt el otthonban.

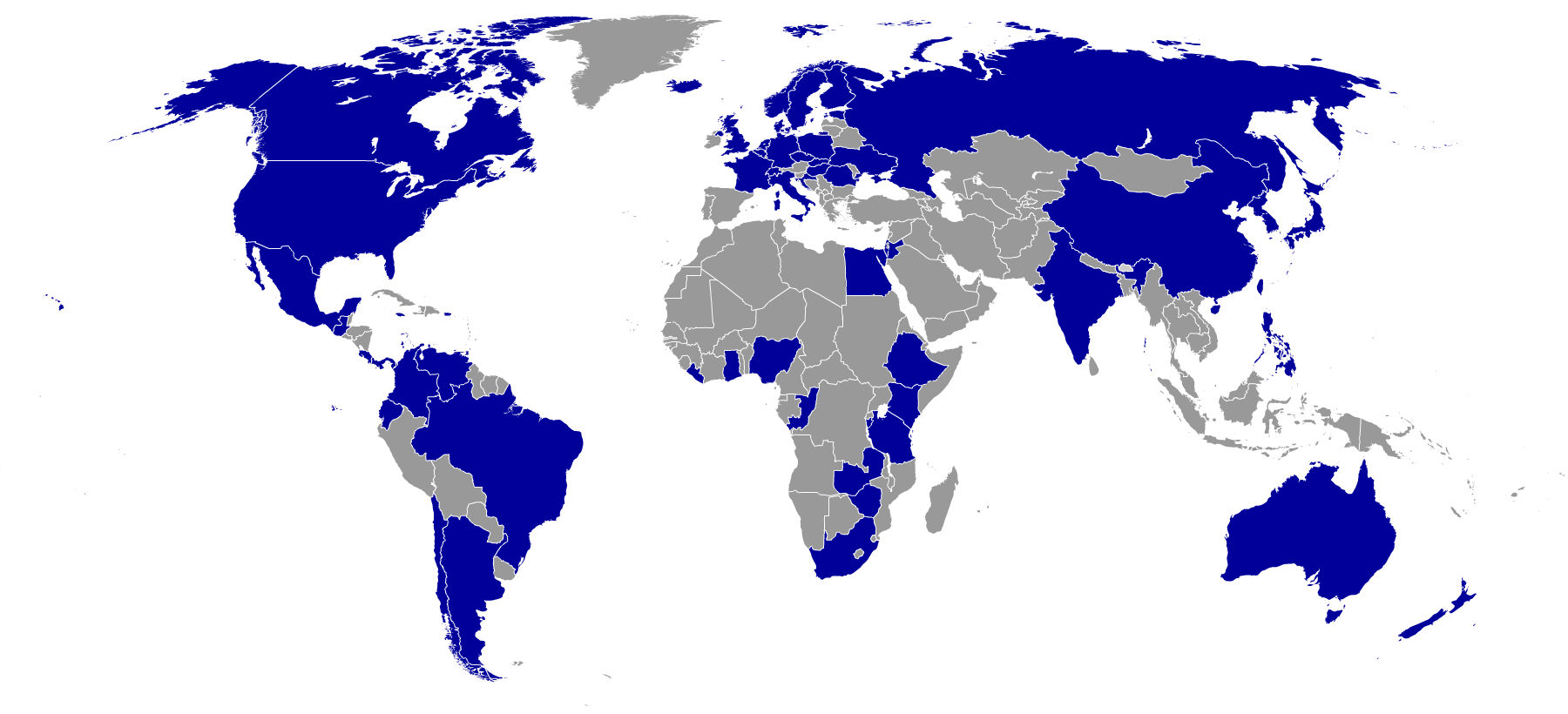
A térképen kékkel vannak jelölve azok az országok amelyekben evangelizált Billy Graham prédikátor

## Művei magyarul
- Béke Istennel; Magyar Baptista Irodalmi Kiadó, Dayton, 1974 (Magyar Baptista Kiadó)
- A boldogság titka; Evangéliumi Iratmisszió, Stuttgart, 1975
- A Szentlélek; ford. Révész Árpád; Magyarországi Baptista Egyház, Bp., 1985
- Békesség Istennel; ford. Gerzsenyi László; Magyarországi Szabadegyházak Tanácsa, Bp., 1985
- Szemeimet a hegyekre emelem. Elmélkedések az év minden napjára; ford. Gerzsenyi László, Bartha Ferencné; Magyarországi Szabadegyházak Tanácsa, Bp., 1989
- Közelgő lódobogás. Az Apokalipszis négy lovasa; ford. Gerzsenyi László; Magyarországi Baptista Egyház, Bp., 1988
- Hogyan születhetünk újonnan?; ford. Gerzsenyi László; Bridge Mission Society, Bp., 1994
- Angyalok; Hungalibri, Bp., 1998
- Válaszok az élet kérdéseire; ford. Gerzsenyi László; MBE Misszióbizottsága, Bp., 1998
- Viharjelzés; ford. Morvay Péter; Patmos Records, Bp., 2011
- Hazafelé. Az életről, a hitről és a sikeres befejezésről; ford. Morvay Péter; Patmos Records, Bp., 2012
- A boldogság titka; ford. Miklya Anna; Harmat, Bp., 2012
- Üdvösség. A reménységem alapja; ford. Morvay Szilárd; Patmos Records, Bp., 2014
- Ahol én vagyok. Hogyan juthatunk a mennybe, és miként kerülhetjük el a poklot?; ford. Morvay Péter; Patmos Records, Bp., 2016